# Alūksne (stad)
Alūksne is een stad in Letland in de gemeente Alūksnes novads in het oosten van het hoogland van de streek Vidzeme. De plaats verkreeg stadsrechten in het jaar 1920. De stad is met 217 meter boven de zeespiegel de hoogstgelegen stad in Letland.
De omgeving was oorspronkelijk bewoond door Finssprekende stammen en van de 8e tot de 12e eeuw door de Letgallen. In de eerste en tweede kronieken van Pskov wordt een plaats met de namen Olysta, Alyst, en Volyst genoemd in 1284. De huidige naam komt van het Letgalse woord olūksna (bron in het bos). Kruisridders van de Lijflandse Orde namen het gebied in 1342 in en bouwden op een nabijgelegen eiland een kasteel met de naam Marienburg en ook de plaats kreeg die naam.
In 1560 werd de plaats tijdens de Lijflandse Oorlog veroverd door troepen van Ivan IV van Rusland. In 1582 werd het onderdeel van het Pools-Litouwse Gemenebest en in 1629 van het Koninkrijk Zweden. In 1683 stichtte de lutherse bijbelvertaler Johann Ernst Glück er de eerste Letstalige school in wat nu het Museum van Alūksne is. Tijdens de Grote Noordse Oorlog werd de stad in 1702 veroverd door Russen onder leiding van Boris Sjeremetev. Er werden flinke vernielingen aangericht en een groot deel van de bevolking werd gedeporteerd, waaronder Glück en zijn pleegdochter Marta Skavronska, de latere tsarina Catharina I van Rusland. In 1721 kwam Alūksne onder het gouvernement Riga. In de 19e eeuw groeide het uit tot een belangrijke handelsplaats. In 1903 kreeg het een treinverbinding met Valka en Gulbene.
Tijdens de Letse Onafhankelijkheidsoorlog was Alūksne een van de eerste plaatsen in Vidzeme die bevrijd werden door het Letse leger. In 1920 kreeg het stadsrechten.
De kasteelruïne op het eiland Pils salas (kasteeleiland) wordt gebruikt voor openluchtconcerten. Het eiland ligt in het meer van Alūksne, dat een oppervlakte van 15,437 km² heeft.

## Geboren in Alūksne
- Andris Vosekalns, wielrenner